# Thérèse (opera)
Thérèse è un'opera in due atti di Jules Massenet su libretto francese di Jules Claretie. Anche se Thérèse rimane tra le opere meno conosciute di Massenet, il lavoro ha generato una serie di revival e registrazioni.

## Storia delle esecuzioni
Thérèse fu rappresentata per la prima volta all'Opéra de Monte-Carlo il 7 febbraio 1907, con Lucy Arbell nel ruolo della protagonista, Edmond Clément come Armand de Clerval e Hector Dufranne come André Thorel. Per la première di Parigi all'Opéra-Comique nel 1911 Arbell e Clément hanno ripetuto i loro ruoli, mentre il clavicembalo fuori scena nel minuetto è stato interpretato da Louis Diémer; il lavoro in questa occasione fu abbinato in doppio cartellone alla prima de L'heure espagnole di Ravel.
La prima esecuzione pubblica americana dell'opera fu presentata dall'Amato Opera il 1º giugno 1985 con accompagnamento di pianoforte e nei ruoli principali c'erano Caryn Lerner, James Landers e Roger Hayden. Una versione per concerto leggermente ridotta dell'opera fu presentata a New York nel 2007, con Julie De Vaere nel ruolo del protagonista. La prima americana della West Coast dell'opera completa fu eseguita in concerto il 24 aprile 2013 presso La Sierra University di Riverside, in California, con Cynthia Jansen, Kevin St. Clair e Aram Barsamian nei ruoli principali e Aaron Ball e Owen Lovejoy nei ruoli comprimari.
Un revival di concerti di ''Thérèse'' il 21 luglio 2012 al Festival de Radio France et Montpellier ha portato alla pubblicazione di una registrazione nell'aprile 2013. Interpreti erano Nora Gubisch, Charles Castronovo ed Étienne Dupuis nei ruoli principali ed era diretta da Alain Altinoglu.
| Ruolo                                                             | Registro vocale | Cast della prima 7 febbraio 1907 (Direttore: Léon Jehin) |
| ----------------------------------------------------------------- | --------------- | -------------------------------------------------------- |
| Thérèse                                                           | mezzosoprano    | Lucy Arbell                                              |
| Armand de Clerval                                                 | tenore          | Edmond Clément                                           |
| Morel                                                             | baritono        | Victor Chalmin                                           |
| André Thorel                                                      | basso           | Hector Dufranne                                          |
| Funzionario della città                                           | baritono        |                                                          |
| Ufficiale                                                         | tenore          | Gluck                                                    |
| Un altro ufficiale                                                |                 |                                                          |
| Una voce maschile e una femminile fuori dal palco; coro: soldati. |                 |                                                          |

## Trama
La storia si svolge durante la Rivoluzione Francese e riguarda Thérèse, divisa tra dovere e affetto, tra il marito André Thorel, un Girondino, e il suo amante, il nobile Armand de Clerval. Sebbene avesse deciso di seguire il suo amante in esilio, quando suo marito viene condotto all'esecuzione, grida "Vive le roi!" (Lunga vita al re!) in mezzo alla folla frenetica e viene trascinata al fianco di suo marito e messa in marcia verso la ghigliottina.

### Atto 1
Ottobre 1792. Clagny, vicino a Versailles, in Francia
Per sfuggire alla collera della Rivoluzione, il Marchese de Clerval, Armand, è fuggito dalla Francia. Il suo amico d'infanzia, André, figlio dell'amministratore del castello di Clerval e ora rappresentante rivoluzionario girondino, ha acquistato il castello in un'asta per poterlo restituire al suo legittimo proprietario, Armand, dopo la Rivoluzione. A sua insaputa la giovane moglie di André, Teresa, e il suo amico Armand sono innamorati.
Guardando i soldati andare in guerra, Thérèse dice ad André che a causa delle sue attività politiche e dei suoi doveri di rappresentante girondino, viene spesso lasciata sola e teme che un giorno lui possa cadere vittima della rabbia dei rivoluzionari. Teme di tornare a Parigi e desidera che possano scappare dalla furia della rivoluzione. Intuendo che potrebbe esserci qualcos'altro che la rende così ansiosa, André chiede a sua moglie se il suo cuore gli appartiene interamente. Thérèse, sulla difensiva,  risponde che non sarebbe così ingrata da non amarlo: dopo tutto, era una ragazza orfana senza un soldo e grazie a lui ora è la moglie di un girondino, un rappresentante del popolo. Il suo dovere, gli dice, è quello di garantire la sua felicità. André risponde che lei è l'essenza stessa della sua felicità e che non vuole altro che vivere accanto a lei.
Lasciata sola, Teresa medita di venerare il buono, gentile e devoto André, ma è ancora innamorata di Armand. Ricorda il loro ultimo incontro - l'estate precedente, proprio in quel luogo - dove si salutarono prima che lui fuggisse dalla Francia.
Armand ritorna nel castello in incognito e, da solo con Teresa, cerca di riaccendere il loro antico amore. Lei lo respinge, dicendogli che deve tutto a suo marito André e il suo dovere è quello di essere al suo fianco. Armand è quasi riconosciuto dai rivoluzionari, ma André garantisce per lui e gli offre asilo sotto il suo tetto.

### Atto 2
Giugno 1793. Parigi, Francia
Pochi mesi dopo la situazione è peggiorata molto. Re Luigi XIV è stato giustiziato cinque mesi prima e i girondini stanno perdendo i favori della gente. Ogni giorno più persone vengono processate dalla corte rivoluzionaria e condannate a morte. Thérèse si lamenta del fatto che sono bloccati nel mezzo di questo orrore e desidera che possano essere lontani. Sentendo che è preoccupata per la sicurezza di Armand, André cerca di calmarla dicendo che nessuno potrebbe sospettare che lui, un rappresentante, nasconde un nobile nella sua casa. Sì, è pericoloso, dice, ma ha il dovere di proteggere il suo amico. Ha ottenuto un salvacondotto sicuro per Armand, con il quale sarà in grado di lasciare la Francia e sfuggire così al Regime del Terrore. André dice a Teresa che una volta che Armand sarà al sicuro fuori dal paese, i due potranno andarsene dal paese, lontano dall'orrore che li circonda, e vivranno pacificamente.
In questo momento il loro amico Morel entra con una terribile notizia: la crescente ira della folla in basso si è rivolta contro i Girondini. André sente che è suo dovere stare al fianco dei compagni. Prima di andarsene, dice ad Armand che potrebbe non riuscire a proteggerlo ancora per molto tempo e organizza in modo che lasci il Paese. Saluta il suo amico e Thérèse gli dice addio e scende in strada per unirsi ai girondini. Da solo Armand cerca di convincere Thérèse a fuggire con lui, per sfuggire all'orrore della rivoluzione e vivere felicemente insieme. Dopo qualche esitazione, Thérèse finalmente accetta, ma in questo momento Morel entra e dice loro che André è stato arrestato e viene condotto alla ghigliottina. Thérèse esorta Armand ad andarsene per primo e promette di incontrarlo più tardi per poi fuggire dal paese. Rimasta sola, osserva André mentre viene condotto verso la ghigliottina. Divisa tra il suo amore per Armand e il suo senso del dovere verso André, alla fine prende la decisione di sporgersi dalla finestra e urlare "Lunga vita al re!" I rivoluzionari infuriati si precipitano dentro e la arrestano; Thérèse prende posto accanto a suo marito, mentre i due vengono condotti all'esecuzione.

## Arie più note
- Atto 2 – Thérèse: "Jour de juin, jour d'été"

## Incisioni
- 1973: prima registrazione commerciale dell'opera (Decca) con Huguette Tourangeau, Ryland Davies, Louis Quilico, diretta da Richard Bonynge.
- 1981: Etichetta Orfeo, diretta da Gerd Albrecht, con Agnes Baltsa come Thérèse, Francisco Araiza come Armand e George Fortune come André.
- 2012: Radio France/Palazzetto Bru Zane/Ediciones Singulares: Alain Altinoglu dirige il Chorus e l'Orchestra dell'Opéra national de Montpellier, con Nora Gubisch, Charles Castronovo e Étienne Dupuis.